# SMS Premium
Els SMS Premium o Premium SMS són missatges de text que tenen un cost més elevat de l'habitual, amb els esmentats missatges tens la possibilitat d'adquirir un servei, o un contingut multimèdia per al teu telèfon mòbil, solen costar 0.30 €, 0.50 €, i 1.20 € depenent del servei, el cost d'aquest missatge és carregat a la teva factura o descomptat de la teva targeta prepagament, entre el 30 i 50% pararà a l'empresa que t'ofereix el contingut multimèdia i la resta per al teu operador de telefonia mòbil.